# Autarquía
La autarquía es la característica de autosuficiencia, generalmente aplicada a sociedades, comunidades, estados y sus sistemas económicos.
La autarquía como ideal o método ha sido adoptada por una amplia gama de ideologías políticas y movimientos, especialmente de izquierda, ideologías como el socialismo africano, el mutualismo, el comunismo de guerra, el comunismo consejista, el comunalismo,  swadeshi, sindicalismo (especialmente anarcosindicalismo) y populismo de izquierda, generalmente en un esfuerzo por construir estructuras económicas alternativas o para controlar recursos contra estructuras que un movimiento particular considera hostiles. Los movimientos conservador, centralista y nacionalista también han adoptado la autarquía en un intento de preservar parte de un orden social existente o de desarrollar una industria en particular. Algunos movimientos como el populismo de derecha y la extrema derecha ocasionalmente adoptaron la autarquía como meta.
Los defensores de la autarquía han abogado por la autosuficiencia nacional para reducir las influencias económicas, políticas y culturales extranjeras, así como para promover la paz internacional. Los economistas generalmente apoyan el libre comercio. Existe un amplio consenso entre los economistas de que el proteccionismo tiene un efecto negativo en el crecimiento económico y el bienestar económico, mientras que el libre comercio y la reducción de barreras comerciales tiene un efecto positivo en el crecimiento económico
La autarquía puede ser una política de un estado o de algún otro tipo de entidad cuando busca ser autosuficiente como un todo, pero también puede limitarse a un campo estrecho como la posesión de una materia prima clave. Algunos países tienen una política de autarquía con respecto a los alimentos y agua por razones de seguridad nacional. La autarquía puede resultar del aislamiento económico o de circunstancias externas en las que un estado u otra entidad vuelve a la producción localizada cuando carece de moneda o de un exceso de producción para comerciar con el mundo exterior.
Una economía autárquica que tampoco puede realizar comercio exterior, se conoce como economía cerrada.

## Etimología
La palabra autarquía proviene del en griego: αὐτάρκεια, que significa "autosuficiencia" (derivado de αὐτο, "yo" y ἀρκέω, "suficiente"). El término a veces se confunde con autocracia (griego: αὐτoκρατία "gobierno por un solo gobernante absoluto") o autarquismo (griego: αὐταρχία, la idea de rechazar el gobierno y gobernarse a uno mismo y a nadie más).
A la persona que ejercita el dominio de sí misma se le denomina «autarca».

## Filosofía
En el estoicismo el concepto de autarquía representa la independencia de cualquier cosa externa, incluida la independencia de las relaciones personales, de modo que uno sea inmune a los caprichos de la fortuna. El estoico  sabio es autárquico al depender solo de su propia virtud.
En el epicureísmo el concepto de autarquía representa tener la menor cantidad de requisitos posibles para vivir una vida de placer, libre de dolor (aponia).

## Historia

### Antigüedad y Edad Media
Las primeras sociedades estatales que pueden considerarse autárquicas incluyen el pastoralismo nómada y la economía palatina, aunque con el tiempo tienden a volverse menos autosuficientes y más interconectadas. La última Edad del Bronce, por ejemplo, vio que las economías palaciegas que antes eran autosuficientes dependían más del comercio, lo que puede haber sido un factor que contribuyó al eventual colapso de la Edad del Bronce tardía cuando se produjeron varias crisis y golpes a esos sistemas a la vez. Después de ese colapso, el ideal de autarkeia formó parte de la cultura política griega emergente, enfatizando la autosuficiencia económica y autogobierno local.
La filosofía populista china de agriculturalismo, prominente en los períodos de primavera y otoño y estados en guerra, apoyó la igualdad y la autosuficiencia como un antídoto contra la guerra desenfrenada y la corrupción.
Durante la caída del Imperio romano de Occidente, algunas rebeliones y comunidades persiguieron la autarquía como una reacción tanto a la agitación política y social como para contrarrestar el poder imperial. Un ejemplo destacado está en los Bagaudas, que se rebelaron repetidamente contra el imperio y "formaron comunidades autónomas" con su propia economía interna y acuñación.
Las comunas de la Europa medieval combinaron un intento de autosuficiencia económica general mediante el uso de tierras y recursos comunes con el uso de pactos de defensa mutua, asambleas vecinales y milicias organizadas para preservar la autonomía local contra de las depredaciones de la nobleza local. Muchas de estas comunas se convirtieron más tarde en potencias comerciales como la Liga Hanseática o las ciudades comerciales del Norte de Italia. En algunos casos, las economías de las aldeas comunales mantuvieron su propio sistema de deuda como parte de una economía autosuficiente y para evitar depender de intereses aristocráticos o comerciales posiblemente hostiles. La tendencia hacia la "autosuficiencia local" aumentó después de la Peste Negra, inicialmente como reacción al impacto de la epidemia y más tarde como una forma de que las comunas y las ciudades-estado mantuvieran el poder contra la nobleza.
También hay un debate considerable sobre cómo fueron las culturas autárquicas que resistieron la expansión del capitalismo temprano. Las comunidades de  piratas de la edad de oro han sido denominadas sociedades fuertemente autárquicas donde "los merodeadores... vivían en pequeñas democracias autónomas "y como una "anti-autarquía" debido a su dependencia de las incursiones.
Aunque es más raro entre los estados imperiales, algunas autarquías ocurrieron durante períodos de tiempo específicos. En China la dinastía Ming, durante su período posterior, más aislacionista, mantuvo una economía cerrada que prohibía el comercio exterior y se centró en la distribución centralizada de bienes producidos en granjas y talleres localizados. Una jerarquía de burócratas supervisó la distribución de estos recursos desde depósitos centrales, incluido uno masivo ubicado en la Ciudad Prohibida de Beijing. Ese depósito era, en ese momento, la base logística más grande del mundo. En América del Sur el Imperio Inca también mantuvo un sistema de autarquía en toda la sociedad basado en impuestos comunitarios de bienes específicos y "suministro por orden", debido a la inexistencia de comercio y de moneda, por la cual la autoridad máxima del imperio controlaba desde su capital en Cusco la distribución de la producción agrícola, ganadera, y artesanal entre las clases sociales.

### SigloXIXy principios delXX
En algunas áreas del sur anterior a la guerra, las poblaciones negras esclavizadas y libres forjaron economías autosuficientes en un esfuerzo por evitar la dependencia de la economía más grande controlada por la aristocracia plantadora. En el este de Carolina del Norte, las comunidades, a menudo basadas en áreas pantanosas, utilizaron una combinación de agricultura y pesca para forjar una "economía oculta" y asegurar la supervivencia. La relativa autosuficiencia de estas poblaciones afroamericanas marítimas proporcionó la base para una cultura política fuertemente abolicionista. que hizo demandas cada vez más radicales después del comienzo de la guerra civil estadounidense. Debido a las tensas relaciones con algunos comandantes de la Unión y facciones políticas durante y después de esa guerra, estas comunidades "centraron sus esfuerzos organizativos en desarrollar sus propias instituciones, su propio sentido de autosuficiencia y su propia fuerza política".
 También se puede ver en la reacción populista del Partido Popular (Estados Unidos) a las explotaciones del libre comercio a fines del siglo XIX y en muchos movimientos tempranos del socialismo utópico. Sociedades de ayuda mutua como la Grange y los soberanos de la industria intentaron establecer economías autosuficientes (con diversos grados de éxito) en un esfuerzo por ser menos dependientes de lo que vieron como un sistema económico explotador y por generar más poder para impulsar reformas.
Los primeros movimientos socialistas utilizaron estos esfuerzos autárquicos para construir su base con instituciones como la Bourse du Travail, los comedores socialistas y la asistencia alimentaria. Estos jugaron un papel importante en asegurar la lealtad de los trabajadores y convertir esos partidos en instituciones cada vez más poderosas (especialmente en Europa) a lo largo de finales del siglo XIX y principios del XX. A través de estas cooperativas, "Los trabajadores compraron pan socialista y zapatos socialistas, bebieron cerveza socialista, organizaron vacaciones socialistas y obtuvieron una educación socialista".
Las autarquías agrícolas locales y regionales en muchas áreas de África y Sudeste de Asia fueron desplazadas por las administraciones coloniales europeas a finales del siglo XIX y principios del XX, que buscaban empujar a las aldeas minifundistas a plantaciones más grandes que, aunque menos productivas, podían controlar más fácilmente. Las comunidades y sociedades autosuficientes que terminaron con el colonialismo fueron citadas más tarde como un ejemplo útil por los anarquistas africanos. a finales del siglo XX.
Los movimientos comunistas adoptaron o rechazaron la autarquía como un objetivo en diferentes momentos. En su estudio del anarquismo a finales del siglo XIX, Voltairine De Cleyre resumió los objetivos autárquicos de los primeros socialistas y comunistas anarquistas como "comunas pequeñas, independientes, autosuficientes y que operan libremente". Peter Kropotkin en particular abogó por la autarquía local y regional integrando la agricultura y la industria, en lugar de la división internacional del trabajo. Su trabajo repetidamente presentó a las comunidades "que no necesitaban ayuda ni protección desde afuera" como un modelo más resistente.
Algunas comunidades socialistas como Charles Fourier lucharon por la autosuficiencia. La temprana URSS en la guerra civil rusa luchó por mantener una economía autosuficiente sin necesidad de comercio exterior con el "Comunismo de guerra", pero más tarde buscó el comercio internacional vigorosamente bajo la Nueva Política Económica de Lenin para así recuperar económicamente al país. Sin embargo, si bien el gobierno soviético durante el último período alentó el comercio internacional, también permitió e incluso alentó las autarquías locales en muchas aldeas campesinas. Tras la muerte de Lenin, el régimen de Stalin promovió la autarquía en la industria pesada pero se aceptaba de facto el comercio internacional para obtener materia prima o bienes de consumo, política seguida por sus sucesores hasta la desaparición de la URSS en 1991.
A veces, los grupos de izquierda se enfrentaron por proyectos autárquicos. Durante la guerra civil española, el anarcosindicalista  CNT y el socialista  UGT habían creado cooperativas económicas en el Levante español que ellos reclamaron estaban "gestionando" la vida económica de la región independientemente del gobierno. Pero las facciones comunistas respondieron tomando medidas enérgicas contra estas cooperativas en un intento por devolver el control económico a las manos del gobierno central. Tras la guerra en España, el régimen de Franco quedó aislado por los vencedores de la Segunda Guerra Mundial desde 1945, practicando la autarquía económica hasta mediados de la década de 1950 cuando el franquismo restableció relaciones diplomáticas y económicas plenas con EE. UU. y Europa Occidental.
Hay gobiernos totalitarios de derecha que también se han esforzado por lograr la autarquía, desarrollar la industria nacional e imponer aranceles elevados, pero que han aplastado a otros movimientos de autarquía para lograrlo. Así en 1921, los fascistas italianos atacaron los proyectos autárquicos de izquierda existentes a instancias de los grandes terratenientes, destruyendo aproximadamente 119 cámaras laborales, 107 cooperativas y 83 oficinas campesinas solo ese año pero posteriormente el régimen de Mussolini auspició la "autosuficiencia" italiana en productos alimentarios como el trigo para evitar una "dependencia económica" que amenazara sus planes de expansionismo. 
La Alemania nazi bajo el ministro de Economía Hjalmar Schacht, y más tarde Walther Funk, favorecía la autarquía para así sustentar el rearme germano pero todavía mantuvo un importante comercio internacional, aunque bajo un sistema diferente, para escapar de los términos del Tratado de Versalles, satisfacer a las élites empresariales y prepararse para la guerra. El régimen nazi continuaría realizando intercambios comerciales hasta el inicio de la Segunda Guerra Mundial, incluso con países como Estados Unidos, incluidas las conexiones con importantes empresas como IBM y Coca-Cola.

### Después de la Segunda Guerra Mundial
La autosuficiencia económica fue perseguida como objetivo por algunos miembros del movimiento de los países no alineados, como India bajo Jawaharlal Nehru y Tanzania, bajo la ideología de Ujamaa y el Movimiento Swadeshi. Eso fue en parte un esfuerzo por escapar de la dominación económica tanto de Estados Unidos como de la Unión Soviética mientras se moderniza la infraestructura de los países.
Las autarquías a pequeña escala fueron utilizadas a veces por el movimiento de derechos civiles, como en el caso del boicot de autobuses de Montgomery. Los boicoteadores establecieron su propio sistema autosuficiente de tránsito barato o gratuito para permitir que los residentes negros se pusieran a trabajar y evitar el uso de los sistemas públicos entonces segregados en un esfuerzo exitoso para ejercer presión política.
Los esfuerzos autárquicos por la soberanía alimentaria también formaron parte del movimiento de derechos civiles. A finales de los 60, la activista Fannie Lou Hamer fue una de las fundadoras de  Freedom Farms Cooperative, un esfuerzo para redistribuir el poder económico y construir la autosuficiencia en las comunidades negras. "Cuando tienes 400 litros de verduras y sopa de gumbo enlatada para el invierno, nadie puede presionarte o decirte qué decir o hacer", resumió Hamer como el fundamento de la cooperativa. Los esfuerzos fueron ampliamente dirigidos por segregacionista autoridades y la extrema derecha con medidas que van desde la presión económica hasta la violencia abierta.
Después de la Segunda Guerra Mundial, esfuerzos autónomos en Europa, adoptaron proyectos autárquicos locales en un esfuerzo por crear espacios de izquierda antiautoritarios, especialmente influyendo en el centro social y el Movimiento okupa. Estos esfuerzos siguen siendo una característica común de los movimientos autonomistas y anarquistas en el continente en la actualidad. El centro social Micropolis en Grecia, por ejemplo, tiene gimnasios, restaurantes, bares, espacios para reuniones y distribución gratuita de alimentos y recursos.
Alrededor de 1970, el Partido Pantera Negra se alejó del internacionalismo comunista ortodoxo hacia el "intercomunalismo", un término acuñado por Huey P. Newton, "para retener lo local cuando el resto del pensamiento radical parecía moverse globalmente". El intercomunalismo atrajo proyectos autárquicos de izquierda como clínicas médicas gratuitas y programas de desayuno, expresamente articulados como intentos de llenar un vacío dejado por el fracaso del gobierno federal para proporcionar recursos tan básicos como alimentos a las comunidades negras.
La autarquía es una parte clave de las ideas del Comunalista de Murray Bookchin, quien escribió que en un futuro más liberado "cada comunidad se aproximaría a la autarquía local o regional" y se referiría a la autarkeia como parte esencial de la historia de los esfuerzos izquierdistas por la liberación local. Las ideas de Bookchin, perfeccionadas desde la década de 1960 hasta principios de la década de 2000, tuvieron una influencia en múltiples cepas modernas de anarquismo y socialismo libertario, incluida la economía de Rojava.
El influyente El libro anarquista de 1983 bolo'bolo , de Hans Widmer, defendía el uso de la autarquía entre sus utópicas comunas anticapitalistas (conocidas como bolos), afirmando que "el poder del Estado se basa sobre el suministro de alimentos. Solo sobre la base de un cierto grado de autarquía pueden los bolos entrar en una red de intercambio sin ser explotados ". Widmer teorizó que a través de la "autarquía táctica" tales comunas podrían evitar el regreso de estructuras opresivas y una economía monetaria.
Los esfuerzos autárquicos para contrarrestar la privatización forzosa de los recursos públicos y mantener la autosuficiencia local también formaron una parte clave de los esfuerzos alter-globalization. La guerra del agua de Cochabamba hizo que los bolivianos se opusieran con éxito a la privatización de su sistema de agua para mantener el recurso en manos públicas.

### Contemporáneo
Hoy en día, las autarquías económicas nacionales son relativamente raras. Un ejemplo comúnmente citado es Corea del Norte, basado en la ideología gubernamental de Juche (autosuficiencia), que se preocupa por mantener su economía local localizada en el rostro de su aislamiento. Sin embargo, incluso Corea del Norte tiene  comercio extenso con Rusia, China, Siria, Irán, Vietnam, India y muchos países de Europa y África. Corea del Norte tuvo que importar alimentos durante una hambruna generalizada en la década de 1990.
Un mejor ejemplo moderno a nivel social es la región autónoma de Rojava, la región autónoma del norte de Siria. En gran parte aislado del comercio internacional, enfrentando múltiples enemigos y luchando por una sociedad basada en el comunalismo, el gobierno y la constitución de Rojava enfatizan la autosuficiencia económica dirigido por los ayuntamientos y ayuntamientos. La sociedad y la economía de Rojavan están influenciadas por las ideas de Bookchin, incluido el énfasis en el autogobierno local y regional. Según los cambios realizados en 2012, la propiedad y los negocios pertenecen a quienes viven en ellos o los utilizan para lograr estos objetivos, mientras que la infraestructura, la tierra y los principales recursos son bienes comunes administrados por los consejos locales y regionales. Bookchin, sin embargo, estaba preocupado por los efectos del autarkismo aislacionista con respecto al cierre de una comunidad y, por lo tanto, siempre enfatizó la necesidad de un equilibrio entre el localismo y el globalismo.
Un ejemplo de un esfuerzo contemporáneo en la autarquía localizada, incorporando la historia del concepto de nacionalismo negro, Ujamaa, y el movimiento de derechos civiles, tomó el concepto de Cooperación Jackson, un movimiento destinado a crear una economía de clase trabajadora negra autosuficiente en Jackson, Misisipi. El movimiento ha apuntado asegurar la tierra y construir cooperativas y lugares de trabajo autosuficientes "para transformar democráticamente la economía política de la ciudad" y rechazar la gentrificación. Cooperación Jackson también vio una ganancia en el poder político electoral cuando su participación resultó fundamental para la elección de alcalde de 2013 de Chokwe Lumumba y la elección de 2017 de su hijo, Chokwe Antar Lumumba.

## Apoyo y oposición

### Autarquía local
- Anarquismo primitivista
- Anarquismo y medio ambiente
- Green Anarchism
- Mutualismo (movimiento)
- Preparacionismo
- Tradicionalismo político
- Comunidad de transición
- Socialismo utópico

### Autarquía social
Soporte
- Anarcocomunismo
- Anarcosindicalismo
- Movimiento autónomo
- Vía birmana al socialismo
- Anarquismo colectivista
- Comunismo consejista
- De Leonismo
- Confederalismo democrático
- Italia fascista
- Juche
- Jemeres rojos
- Mutualismo (teoría económica)
- Nacionalsindicalismo
- Corporativismo
- Paleoconservadurismo
- Populismo
- Producerismo
- Socialismo en un solo país
- Economía solidaria
- Capitalismo de Estado
- Movimiento Swadeshi
- Movimiento sindical
- Movimiento tecnocrático

Oposición
- Anarcocapitalismo
- Minarquismo
- Liberalismo clásico
- Revolución comercial
- Cuarta Internacional
- Internacionalismo liberal
- Conservadurismo libertario
- Libertarismo
- Neoconservadurismo
- Liberalismo económico

### Teoría macroeconómica
Soporte
- Alexander Hamilton
- Movimiento antiglobalización
- Murray Bookchin
- Celso Furtado
- Estructura centro-periferia
- Friedrich List
- Hans Singer
- Industrialización por sustitución de importaciones
- Argumento de la industria naciente
- Mercantilismo
- Estatización
- Proteccionismo
- Raúl Prebisch
- Tesis de Prebisch-Singer

Oposición
- Andre Gorz[58]
- Escuela austriaca
- Liberalismo económico
- Tratado de libre comercio
- Comercio libre
- Globalización
- Milton Friedman
- Economía neoclásica
- Privatización

### Teoría microeconómica
- Teoremas fundamentales de la economía del bienestar